# Etika
Etika（エティカ、本名：ダニエル・デズモンド・アモファ（Daniel Desmond Amofah）、1990年5月12日 - 2019年6月19日）は、アメリカ合衆国のYouTuber、動画配信者、元モデル。日本では「ガイルくん」と呼ばれていた。任天堂の作品に対する自身のリアクションを配信していた。
精神的問題の兆候を見せ、何度も自殺を仄めかした数カ月後、自らが精神障害を患っていること、自殺すること、及び謝罪を含んだ動画をアップロードの後、2019年6月19日に失踪した。2019年6月24日、ニューヨーク市警察はイースト川で遺体が発見されたと発表した。翌日、遺体は彼のもので、死因は溺死による自殺であることが確認された。

## 生い立ち
1990年5月12日、ニューヨークのブルックリンにてガーナの政治家及び弁護士であるオワラク・アモファの子として生まれる。ガーナで王室を起源に持つ著名なオフォリ＝アッタ家を血筋に持つ父方の叔父には、2017年1月にガーナの大統領になったナナ・アクフォ＝アドがいる。兄には2010年10月31日に亡くなったランディ・アモファがいた。

## 経歴
2012年、EtikaはYouTubeに「EtikaWorldNetwork」という動画チャンネルを開設した。
このチャンネルは、Nintendo Directなどの放送に自分の反応を合わせた動画を主としており、そのオーバーリアクションぶりから人気を博し、YouTubeでは最盛期に66万人の定期購読者がいた。Etikaは自身のファンやフォロワーを「ジョイコンボーイズ」と呼んでいた。
また、髪型が『ストリートファイターII』のガイルに似ていたことから、日本では「ガイルくん」という愛称で知られていた。
その一方で、「発売前のNintendo Switchを入手した」という嘘の動画を投稿するなど、問題行動を起こすことでも知られていた。
2018年10月、Twitchでのライブ配信中に性的マイノリティに対する差別発言をしたことからアカウントを凍結される。その後、Twitterで動画配信中にかかってきた電話のやり取りでも黒人に対する差別用語を使ったため、Twitterのアカウントも凍結される。Etikaはこれらの凍結処分に対する抗議の動画をYouTubeに投稿したものの、直後にポルノ動画を配信したため、YouTubeのアカウントも凍結された。

## 失踪と死
YouTubeのアカウントが凍結されてから間もない2018年10月25日、EtikaはSNSに自殺を示唆する内容の投稿をし、3日後の28日にYouTube仲間であるフィオナ・ノヴァが彼の無事を伝えた。同日、Etika本人もRedditに謝罪声明を出した。
2019年4月16日、Etikaはピストルを手にしながら自殺をほのめかす動画を投稿した。のちに、この動画は精神病院に向かう途中で撮影されたことが判明するが、Redditには彼の精神状況を知らない者たちからばかげた行動だと批判する書き込みが多く寄せられた。
4月28日、Etikaは友人やYouTuberらにダイレクトメッセージを送り、誠意ある回答を寄せない者をブロックするという行為に出た。これを見かねた友人たちが警察に通報したことにより、翌日には警察が彼の自宅の強制捜査に乗り出した。彼はインスタグラムライブで捜査の様子を実況中継したことから、自宅の近くには実況を見たやじ馬やファンが詰めかける事態となった。
その後、ノヴァはEtikaが双極性障害の一種である軽躁病と診断されていたことを明かした。
また、騒ぎの前には、Etikaは別のニュース系YouTuberであるダニエル・”キームスター”・キームとのインタビューにも出演した際、自分がアンチクライストであるなどと早口でまくしたてていた。一方で、カメラが回っていないときのEtikaの様子に異常がなかったことから、キームスターは彼の奇抜な言動がウケ狙いだと考えていたとも振り返っている。
2019年6月19日の夜遅くに自身のYouTubeチャンネルTR1Icemanに「I'm sorry」という動画を投稿した。
そして、6月24日、自宅近くにあるニューヨーク州のイースト川にて彼の遺体が発見された。マンハッタン橋に彼のNintendo Switchの入ったバックパックがあったことから、19日に自殺したとみられている。
キームスターとEtikaが言い争いになった際、キームスターが「崖から飛び降りちまえ!」と言い放ったことから、これが自殺教唆に当たるとネット上では批判されていたが、Etikaの母親はこれが原因ではないとしている。

### 反応
Etikaの死は、ゲームコミュニティにおけるメンタルヘルス問題の論議を刺激した。Etikaの死を受けて、Etikaのsubreddit（訳注：Redditのコミュニティ）で自分のメンタルヘルス問題を共有する人があとを絶たない。加えて、彼のファンの中には、Etikaの死の数ヶ月前から、彼が人々の注意を引こうと奇矯な行動を行っていると指摘する人も多数いた。去年10月のReddit投稿のあと、Etikaのアカウントがハッキングされ、彼のメッセージは売名行為だとする憶測が飛び交った。そして彼の最後の動画となってしまったTwitter投稿のあとに、Twitter上でも同様の懐疑的な意見が散見された。
また、ファンたちが動画内での彼の陽気な側面だけを見て精神障害を「冗談」として受け止めていた点や、動画内での一面と実際の人物像の違いについても議論が巻き起こった。
彼の死を知った37万人のファンは、昨年10月に削除されたEtikaのオリジナルYouTubeチャンネルを元の状態に戻すことをYouTubeに嘆願するChange.orgのキャンペーンに署名した。この嘆願書には「私たちYouTubeコミュニティとジョイコン・ボーイズ（Etikaが自分のファンの総称としてつけた名前）は、Etikaのレガシーを記録保存するために彼のYouTubeチャンネルの復元を要求する。何年にも渡る彼の思い出がたった2つ3つの違法投稿によって消えてしまった。YouTubeにあれだけ貢献した人物なのだから、彼の最高の瞬間の記録はYouTube上で永遠に保存されることが許されるべきだ」と記されている。
また、前述のキームスターのような人気コンテンツ・クリエーターなどは、Etikaの最後の動画を彼のYouTubeチャンネルに再アップロードするようYouTubeに催促するキャンペーンを始めており、キームスター本人も「あれはあの男の最後の言葉だ。それを削除するなんてあり得ない！」とツイートしている。
2020年には、ファンたちが彼を偲ぶ目的で制作したウォールアートがポケストップとして登録された。